# 水素化ベリリウム
水素化ベリリウム（すいそかベリリウム、英: beryllium hydride）は、ベリリウムの水素化物で、化学式が BeH2 と表される無機化合物である。

## 概要
水素化ベリリウムは常温常圧で白色の固体であり、250 °C以上で分解する。より重い第2族元素の水素化物の結合がイオン結合性であるのに対して、ベリリウムは原子半径が小さく原子核の正電荷が電子を強く引き付け放出しにくいので、一般にベリリウムの化合物中の結合は共有結合性である。そのため、水素化ベリリウムは他のイオン結合性水素化物とは異なった性質を示す。
また、水素化ベリリウムはロケット燃料として使用されることがある。

## 合成法
水素化ベリリウムは、ジメチルベリリウム Be(CH3)2 に水素化アルミニウムリチウム LiAlH4 を反応させることで、1951年に初めて合成された。より純粋な水素化ベリリウムを得るには、ジ-tert-ブチルベリリウム Be(C(CH3)3)2を210 °Cで熱分解する方法がある。
最も純粋なものは、トリフェニルホスフィン PPh3 と水素化ホウ素ベリリウム Be(BH4)2 の反応で得られる。
{\displaystyle {\ce {Be(BH4)2\ + 2PPh3 -> 2Ph3PBH3\ + BeH2}}}
元素同士の反応によって合成できる他の第2族元素の水素化物とは異なり、金属ベリリウムと水素から水素化ベリリウムを得る反応が可能であると証明されていないことは特筆すべきである。

## 構造
BeH2 は通常アモルファス性の白色固体だが、触媒として 0.5 - 2.5 % の LiH とともに圧力をかけて加熱することで、より高密度 (約0.78 g/cm3) の六方晶系の結晶が得られることが報告された。
より最近の調査で、結晶性の水素化ベリリウムは、以前から存在すると考えられていた架橋水素原子による平坦な無限鎖構造とは対称的に、BeH4 四面体の頂点共有ネットワークを含む体心斜方格子構造を持つことが発見された。
アモルファス BeH2 の研究でも、これが頂点共有四面体のネットワークからなることが見出された。
最近の研究で、気相の BeH2 分子の構造は直線形であり、Be-H 結合距離は133.376 pmであると確認された。